# Hitler – Beast of Berlin
Hitler – Beast of Berlin ist ein US-amerikanischer Propagandafilm aus dem Jahre 1939 von Sam Newfield. In einer der tragenden Rollen ist der sehr junge Alan Ladd zu sehen, der hier im Vorspann erstmals namentlich genannt wurde und in den 1940er Jahren mit Filmen der „Schwarzen Serie“ einer der Topstars Hollywoods werden sollte.

## Handlung
Deutschland unter nationalsozialistischer Herrschaft. Hans Memling, ein Intellektueller und Patriot, ist ein überzeugter Nazi-Verächter. Mit seinen Freunden Anna Wahl, Gustav Schultz und Vater Pommer saugt er alles begierig auf, was ausländische Rundfunksender über Deutschland berichten und trägt Informationen zusammen, um diese anschließend mit einem eigenen Vertriebssystem über ganz Deutschland zu verbreiten. Auch seinen Schwager Karl, den Bruder seiner Frau Elsa, kann er davon überzeugen, dass Hitler, die „Bestie von Berlin“ wie der Originaltitel verrät, einen Zweiten Weltkrieg anzetteln will. Karl, der Anna liebt, schließt sich schließlich Memlings Untergrundaktionen an, weil er hofft, mit seinem Engagement dazu beitragen zu können, dass eines Tages die Kultur in Deutschland wieder Einzug erhält und die Macht von SA und Gestapo gebrochen wird. Mit dem SA-Mann Albert Stalhelm besitzt der verschworene Kreis sogar einen wichtigen Kontakt zum inneren Zirkel des NS-Machtapparats. Stalhelm ist mehr und mehr angewidert von der allherrschenden Brutalität in seinen Kreisen und plant nicht weniger, als die SA zu verlassen und Deutschland den Rücken zuzukehren.
Hans bittet Albert mit seinem Entschluss so lange zu warten, bis für ihn ein Ersatz gefunden wird. Stalhelm willigt ein, macht aber den anderen klar, dass er nicht garantieren könne, dass bei all den Besäufnissen mit seinen SA-Kumpels nicht eines Tages seine Zunge locker werden wird und er dann Geheimnisse verrät. Die Dinge verkomplizieren sich, als Elsa eines Tages ihrem Mann verkündet, dass sie ein Baby erwarte und sich herausstellt, dass es einen Verräter in der Runde geben muss. Es ist – natürlich – Albert Stalhelm, dessen Prophezeiung sich grausam bewahrheiten hat. Für seinen ungewollten Verrat wird der betrunkene Albert schließlich auch noch von einem SA-Kumpan erschossen. Tatsächlich fliegt die Untergrundorganisation auf, und alle, bis auf die schwangere Elsa, werden verhaftet, mit Peitschenhieben gefoltert und in ein Konzentrationslager gesteckt. Karl versucht eines Nachts aus dem Lager zu entkommen, wird jedoch im aufblendenden Scheinwerferlicht gestellt und von einer MG-Garbe niedergemäht. Mit Hilfe von Bestechungsgeldern und viel Glück gelingt es jedoch Hans, dem Lager zu entfliehen und mit seiner Frau in die neutrale Schweiz zu entkommen. Auch von außerhalb, so erklärt Elsa tapfer, könne man die Nazi-Barbarei bekämpfen.

## Produktionsnotizen und Wissenswertes
Dieser mit 100.000 US-Dollars recht kostengünstig (durch die Producers Distributing Corporation, der Vorläuferfirma von PRC) produzierte B-Film war nach Ich war ein Spion der Nazis erst die zweite amerikanische Kinoproduktion, die sich 1939 explizit gegen die Nazis in Deutschland richtet, und der erste US-Spielfilm, der den Namen Hitlers im Titel trug.
Hitler – Beast of Berlin entstand noch vor Kriegsausbruch am 1. September 1939 und wurde am 8. Oktober 1939 in New York uraufgeführt. Den Zensurbehörden in den damals noch einen Neutralitätskurs steuernden Vereinigten Staaten erschien der aggressive Titel (auf Deutsch: Hitler – Die Bestie von Berlin) kurz darauf zu heikel, weshalb die Produzenten den Streifen nach mehreren Schnitten in Beasts of Berlin umbenannten. 1940 erfolgte eine erneute Umbenennung in den deutlich harmloseren Titel Goose Step (englisch für Stechschritt), entsprechend dem Namen der Storyvorlage von Shepard Traube. Im deutschsprachigen Raum wurde der Film auch nach 1945 nicht gezeigt.
Um seinen in Berlin verbliebenen Vater Max Zilzer nicht zu gefährden, nannte sich der hier gleichfalls mitspielende Wolfgang Zilzer “John Voight”.
Alan Ladd, der hier eine Nebenrolle spielt, war zum Zeitpunkt der Veröffentlichung noch relativ unbekannt. Erst ein paar Jahre später wurde er zum Star, bei der Wiederveröffentlichung 1947 wurde deshalb sein Name an die Spitze der Besetzungsliste gereiht.
Regisseur Newfield (eigentlich: Samuel Neufeld) arbeitete unter dem Pseudonym Sherman Scott. Gerd Oswald war an diesem Film als Regieassistent beteiligt, Fred Preble entwarf die Filmbauten, Waldron Johnson die Kostüme.

## Kritiken
Der Movie & Video Guide sah in dem Film einen „schwachen Ausbeutungsgegenstand, der nur als Propaganda funktioniert“.
Variety befand 1939: „Es gibt ohne Zweifel kraftvolle Filme, die sich des Nazi-Themas annehmen. Dieser gehört nicht dazu“.